# Implikacja rozmyta
Implikacja rozmyta jest funkcją {\displaystyle I:[0,1]\times [0,1]\to [0,1].} Dla każdego {\displaystyle x,y,z\in [0,1]} implikacja spełnia następujące warunki:
- (1) Jeżeli {\displaystyle x\leqslant z,} to {\displaystyle I(x,y)\geqslant I(z,y).}
- (2) Jeżeli {\displaystyle y\leqslant z,} to {\displaystyle I(x,y)\leqslant I(x,z).}
- (3) {\displaystyle I(0,y)=1}
- (4) {\displaystyle I(x,1)=1}
- (5) {\displaystyle I(1,0)=0}

| Nazwa            | Postać                                                                                 |
| ---------------- | -------------------------------------------------------------------------------------- |
| Fodora           | {\displaystyle I(x,y)={\begin{cases}1,&x\leqslant y\\\max(1-x,y),&x>y\end{cases}}}     |
| Gödela           | {\displaystyle I(x,y)={\begin{cases}1,&x\leqslant y\\y,&x>y\end{cases}}}               |
| Goguena          | {\displaystyle I(x,y)=\min(y/x,1)}                                                     |
| Kleene’a-Dienesa | {\displaystyle I(x,y)=\max(1-x,y)}                                                     |
| Łukasiewicza     | {\displaystyle I(x,y)=\min(1-x+y,1)}                                                   |
| Reichenbacha     | {\displaystyle I(x,y)=1-x+xy}                                                          |
| Reschera         | {\displaystyle I(x,y)={\begin{cases}1,&x\leqslant y\\0,&x>y\end{cases}}}               |
| Webera           | {\displaystyle I(x,y)={\begin{cases}1,&x<0\\{y},&x=0\end{cases}}}                      |
| Yagera           | {\displaystyle I(x,y)={\begin{cases}1,&x=0\land y=0\\{y}^{x},&x>0\lor y>0\end{cases}}} |

W zastosowaniach często można spotkać implikację Zadeha {\displaystyle I(x,y)=\max(1-x,\min(x,y)).} Wbrew nazwie funkcja ta nie spełnia własności (1), nie jest zatem implikacją.